# Nélson Semedo
Nélson Cabral Semedo (* 16. November 1993 in Lissabon) ist ein portugiesischer Fußballspieler. Er steht seit Ende Juli 2025 bei Fenerbahçe Istanbul unter Vertrag.

## Karriere

### Vereine
Nélson Semedo spielte vom 15. bis 18. Lebensjahr in der Fußballabteilung des in Sintra ansässigen Sportvereins Sport União Sintrense und debütierte in der Saison 2011/12, 17-jährig, in deren erste Mannschaft. Zur Saison 2012/13 wurde er von Benfica Lissabon verpflichtet und umgehend für eine Saison an den Drittligisten CD Fátima ausgeliehen. Dort avancierte er zum Stammspieler und absolvierte 29 Ligabegegnungen. Nach seiner Rückkehr zu Benfica Lissabon wurde er in der B-Mannschaft als Nachfolger von Maxi Pereira aufgebaut und bestritt in zwei Spielzeiten 59 Zweitligaspiele. Zur Saison 2015/16 rückte er in die erste Mannschaft auf, für die er am 16. August 2015 (1. Spieltag) beim 4:0-Sieg im Heimspiel gegen GD Estoril Praia in der Primeira Liga debütierte und mit dem Treffer zum Endstand in der 89. Minute auch sein erstes Tor erzielte.
Im Juli 2017 unterschrieb er beim FC Barcelona einen bis 2021 datierten Vertrag. Die Ablösesumme betrug 30 Millionen Euro.
Mitte September 2020 wechselte Semedo für eine Ablösesumme in Höhe von 30 Millionen Euro, die sich durch Bonuszahlungen um bis zu 10 Millionen Euro erhöhen konnte, in die Premier League zu den Wolverhampton Wanderers. Er unterschrieb einen Vertrag bis zum 30. Juni 2023 mit einer Option auf 2 weitere Jahre und wurde unter dem portugiesischen Cheftrainer Nuno Espírito Santo zum 9. Portugiesen im Kader der Wolves.
Im Juli 2025 wechselte er zu Fenerbahçe Istanbul und unterschrieb dort einen Vertrag bis 2027.

### Nationalmannschaft
Am 2. Oktober 2015 wurde Semedo von Nationaltrainer Fernando Santos für die EM-Qualifikationsspiele gegen Dänemark und Serbien erstmals in den Kader der A-Nationalmannschaft berufen. Am 11. Oktober gab er beim 2:1-Sieg im letzten Gruppenspiel gegen die Auswahl Serbiens sein Debüt. Zudem bestritt er ein Länderspiel für die Olympia-Auswahlmannschaft, die am 28. März 2016 in Angra do Heroísmo gegen die Auswahl Mexikos mit 4:0 gewann. Zur Europameisterschaft 2021 wurde er in den portugiesischen Kader berufen und schied mit diesem im Achtelfinale gegen Belgien aus. Bei der EM 2024 kam er in allen fünf Partien zum Einsatz.

## Erfolge

### Im Verein
Portugal
- Portugiesischer Meister: 2015, 2016, 2017
- Portugiesischer Pokalsieger: 2017
- Portugiesischer Supercupsieger: 2016

Spanien
- Spanischer Meister: 2018, 2019
- Spanischer Pokalsieger: 2018
- Spanischer Supercupsieger: 2018

### In der Nationalmannschaft
- UEFA-Nations-League-Sieger (2): 2019, 2025

## Persönliches
Semedos Eltern stammen aus Kap Verde.